# Akg-images
Akg-images est une agence photographique.

## Historique
Fondée voici plus d’un demi-siècle en Allemagne, l’agence Akg-images (Archiv für Kunst und Geschichte : Archive pour l’art et l’histoire) est implantée dans trois capitales européennes, Berlin, Londres et Paris. À l’origine, le fonds se partageait entre beaux-arts et documents à caractère historique ; il s’est ensuite ouvert aux grandes civilisations et à la photographie d’auteur.
Akg-images enrichit son fonds iconographique par une collaboration régulière avec des photographes créateurs et par l’acquisition de nouvelles collections.